# Chung kết Cúp FA 2017
Chung kết Cúp FA 2017 sẽ là trận Chung kết lần thứ 136 của giải FA Cup, giải đấu lâu đời nhất thế giới. Nó sẽ diễn ra vào ngày 27 tháng 5 năm 2017 tạo Sân vận động Wembley ở Luân Đôn, Anh và sẽ là cuộc đối đầu giữa Chelsea và hoặc Arsenal.
Đây là một trận tái đấu của Chung kết Cúp FA 2002 và trận chung kết đầu tiên kể từ năm 2003, trong đó cả hai bên đều giành chiến thắng trong suốt mùa giải, với chiến thắng 3-0 trước Arsenal vào tháng 9 năm 2016 và chiến thắng 3-1 của Chelsea vào tháng 2 năm 2017.

## Đường đến trận chung kết

### Arsenal
| Vòng                                                            | Vòng                  | Kết quả |
| --------------------------------------------------------------- | --------------------- | ------- |
| Vòng 3                                                          | Preston North End (A) | 1–2     |
| Vòng 4                                                          | Southampton (A)       | 0–5     |
| 5th                                                             | Sutton United (A)     | 0–2     |
| Tứ kết                                                          | Lincoln City (H)      | 5–0     |
| Bán kết                                                         | Manchester City (n)   | 2–1     |
| Chìa khoá: (H) = Sân Nhà; (A) = Sân Khách; (n) = Sân trung lập. |                       |         |

Arsenal, là 1 đội bóng đến từ Premier League, bắt đầu hành trình từ vòng ba. Ở đó, họ là đội khách của đội đến từ Football League Championship là Preston North End. Tại Deepdale, Arsenal thắng 2–1 với các bàn thằng từ Aaron Ramsey và Olivier Giroud. Ở vòng bốn, Arsenal đấu với đội từ Ngoại hạng Anh là Southampton. Tại Sân vận động St Mary's, Arsenal thắng 5–0 với cú đúp của Danny Welbeck và hat-trick từ Theo Walcott. Ở vòng năm, Arsenal là đội khách gặp đối thủ ngoài 4 giải hàng đấu bóng đá Anh từ National League là Sutton United. Tại Gander Green Lane, Arsenal thắng 2–0 với bàn thắng từ Lucas Pérez và Walcott. Trận đấu cũng được ghi nhận cho thủ môn của Sutton United là Wayne Shaw đang được điều tra bởi Hiệp hội bóng đá Anh và Gambling Commission Cho ăn một pitchside pitch mặc dù đã được cá cược tỷ lệ cược vào anh ta làm như vậy. Ở tứ kết, Arsenal là đội chủ nhà gặp đối thủ đến từ National League là Lincoln City. Tại Emirates Stadium, Arsenal thắng 5–0 với các bàn thắng của Walcott, Giroud, và phàn lưới nhà bời Luke Waterfall, Alexis Sánchez và Ramsey. Ở bán kết tại sân trung lập sân vận động Wembley Stadium, Arsenal chơi đối thủ cũng đến từ Ngoại hạng Anh là Manchester City và tìm đến trận chung kết sau khi thắng 2–1 với các bàn thằng của Nacho Monreal và Sánchez.

### Chelsea
| Vòng                                                            | Vòng                        | Kết quả |
| --------------------------------------------------------------- | --------------------------- | ------- |
| Vòng 3                                                          | Peterborough United (H)     | 4–1     |
| Vòng 4                                                          | Brentford (H)               | 4–0     |
| Vòng 5                                                          | Wolverhampton Wanderers (A) | 0–2     |
| Tứ kết                                                          | Manchester United (H)       | 1–0     |
| Bán Kết                                                         | Tottenham Hotspur (n)       | 4–2     |
| Chìa khoá: (H) = Sân Nhà; (A) = Sân Khách; (n) = Sân trung lập. |                             |         |

Chelsea, là đội bóng Premier League, bắt đầu từ vòng ba nơi họ hoà với đội chủ nhà từ Football League One là Peterborough United. tại Stamford Bridge, Chelsea thắng 4-1 với 2 bàn từ Pedro và mỗi bàn thằng còn lại thuộc về Michy Batshuayi và Willian mặc dù có đội trưởng câu lạc bộ John Terry bị truất quyền thi đấu do bị thẻ đỏ. Ở vòng bốn, họ đối đầu với đội Football League Championship và West London rivals Brentford tại sân nhà. Chelsea thắng 4-0 với tất cả bàn thắng từ Pedro, Willian, Branislav Ivanovic và Batshuayi. Ở vòng năm, Chelsea hoà đội khách đổi thủ đến từ Football League Championship là Wolverhampton Wanderers. Tại Sân vận động Molineux, Chelsea 
thắng trận đấu 2-0 vì bàn thắng của Pedro và Diego Costa.  Ở tứ kết, họ đối đầu với đối thủ 1 đội bóng bao gồm ở Premier League và là nhà vô địch cúp FA 2016 Manchester United. Tại Stamford Bridge, Chelsea thắng 1-0 với bàn thắng N'Golo Kante. Tại bán kết trên sân trung lập sân vận động Wembley, CHelsea đối đầu với 1 đội bóng khác cũng đến từ Premier League là Tottenham Hotspur. Ở vòng bán kết, Chelsea tìm đến trận chung kết bằng chiến thắng 4-2 với 2 bàn từ Willian và mỗi bàn thắng từ Eden Hazard và Nemanja Matic.

## Trận đấu

### Chi tiết
| Arsenal                 | 2–1    | Chelsea   |
| ----------------------- | ------ | --------- |
| Sanchez 4' · Ramsey 79' | Report | Costa 76' |

| Arsenal | Chelsea |

| GK               | 13 | David Ospina            |     |       |
| CB               | 16 | Rob Holding             | 53' |       |
| CB               | 4  | Per Mertesacker (c)     |     |       |
| CB               | 18 | Nacho Monreal           |     |       |
| RM               | 24 | Héctor Bellerín         |     |       |
| CM               | 8  | Aaron Ramsey            | 9'  |       |
| CM               | 29 | Granit Xhaka            | 81' |       |
| LM               | 15 | Alex Oxlade-Chamberlain |     | 82'   |
| RW               | 7  | Alexis Sánchez          |     | 90+3' |
| CF               | 23 | Danny Welbeck           |     | 78'   |
| LW               | 11 | Mesut Özil              |     |       |
| Dự bị:           |    |                         |     |       |
| GK               | 33 | Petr Čech               |     |       |
| MF               | 34 | Francis Coquelin        | 83' | 82'   |
| MF               | 35 | Mohamed Elneny          |     | 90+3' |
| FW               | 9  | Lucas Pérez             |     |       |
| FW               | 12 | Olivier Giroud          |     | 78'   |
| FW               | 14 | Theo Walcott            |     |       |
| FW               | 17 | Alex Iwobi              |     |       |
| Huấn luyện viên: |    |                         |     |       |
| Arsène Wenger    |    |                         |     |       |

| GK               | 13 | Thibaut Courtois  |         |     |
| CB               | 28 | César Azpilicueta |         |     |
| CB               | 30 | David Luiz        |         |     |
| CB               | 24 | Gary Cahill       |         |     |
| RM               | 15 | Victor Moses      | 57' 68' |     |
| CM               | 7  | N'Golo Kanté      | 59'     |     |
| CM               | 21 | Nemanja Matić     |         | 61' |
| LM               | 3  | Marcos Alonso     |         |     |
| RW               | 11 | Pedro             |         | 72' |
| CF               | 19 | Diego Costa       |         | 88' |
| LW               | 10 | Eden Hazard       |         |     |
| Dự bị:           |    |                   |         |     |
| GK               | 1  | Asmir Begović     |         |     |
| DF               | 5  | Kurt Zouma        |         |     |
| DF               | 6  | Nathan Aké        |         |     |
| DF               | 26 | John Terry        |         |     |
| MF               | 4  | Cesc Fàbregas     |         | 61' |
| MF               | 22 | Willian           |         | 72' |
| FW               | 23 | Michy Batshuayi   |         | 88' |
| Huấn luyện viên: |    |                   |         |     |
| Antonio Conte    |    |                   |         |     |

| Cầu thủ xuất sắc nhất trận đấu: Alexis Sánchez (Arsenal) Trợ lý trọng tài: Gary Beswick (Durham) Marc Perry (West Midlands) Trọng tài thứ 4: Bobby Madley (West Yorkshire) Trọng tài thứ 5: Adam Nunn (Wiltshire) | Luật trận đấu: - 90 phút - 30 phút hiệp phụ nếu tỷ số hoà - Loạt sút luân lưu nếu tỷ số vẫn hoà - 7 cầu thủ dự bị - Tối đa thay cầu thủ là 3 người, được thêm 1 lượt thay cầu thủ ở hiệp phụ |